# スルメ (お笑い芸人)
スルメは、日本のお笑い芸人。げんしじん事務所所属。

## 人物
趣味はドライブ、特技はドリフト。
普通免許第1種、日本商工会議所簿記検定2級、3級自動車整備士の資格を所持している。
元々は大阪の松竹芸能に所属していた。

## 芸風
舞台衣装はルパン三世をモデルにした緑色スーツを着用。ルパン三世のものまねも持ちネタにあるが、本家の声を当てている栗田貫一からは「1つも似てない」と酷評されてしまった。
早口な上に滑舌が悪く、非常に聞き取りづらい。「噛めば噛むほど味はなし」がキャッチコピー。ネタを披露しようとするも聞き取ってもらえず、挙句にはネタを忘れてしまうというグダグダ感を持ち味とする。
主なネタとして、段ボールで作ったルーレットを力加減を考えず早い速度で回し、止まった面に書かれてある特技を披露するが「紙コップスーパーボール入れ」「一人ジャンケン」など子どもの一人遊びのような特技が多く、毎回段取りがグダグダに終わり肝心なオチの一発ギャグも滑舌が悪い故聞き取れずに締める。
芸人たちのやり取りを完全にコピーすると称した「完コピ芸」というネタもある（例:くりぃむしちゅー、オリエンタルラジオなど）。

## 出演
テレビ番組
- 爆笑ヒットパレード2013（フジテレビ）
- あらびき団presents あら-1グランプリ2014（TBS）ファイナリスト
- お願い!ランキング（テレビ朝日）
- 有吉ジャポン（TBS）
- あら-1グランプリ2017（TBS）ファイナリスト
- あら-1グランプリ2018（TBS）優勝・指原賞[5]
- 有田ジェネレーション（TBS）2019年7月1日初出演、以降地獄のアングラ芸人として不定期出演
- 全力!脱力タイムズ（フジテレビ）-不定期出演
- 天龍源一郎のゴールデン洋画劇場 マッドマックス編（フジテレビ）
- あらびき団presents あら-1グランプリ2021（TBS） ファイナリスト
- あらびき団 ゴールデンスペシャル（TBS） 優勝
- あらびき団2夜連続！真夏の最強パフォーマー決定戦（TBS） 優勝・滝沢カレン賞
- あらびき団年末総決算！あら-1グランプリ2022（TBS） 優勝
- オールスター後夜祭（TBS）

ネット配信
- AKB48のあんた、誰?（NOTTV）
- ナマイキ!あらびき団（YNN）
- パラビき!パラビき!あらびき団 〜四天王編〜（Paravi）
- バラエティ開拓バラエティ 日村がゆく（AbemaTV）[4]
- 有田ジェネレーション（Paravi）